# チヴィテッラ・アルフェデーナ
チヴィテッラ・アルフェデーナ（イタリア語: Civitella Alfedena）は、イタリア共和国アブルッツォ州ラクイラ県にある、人口約300人の基礎自治体（コムーネ）。

## 地理

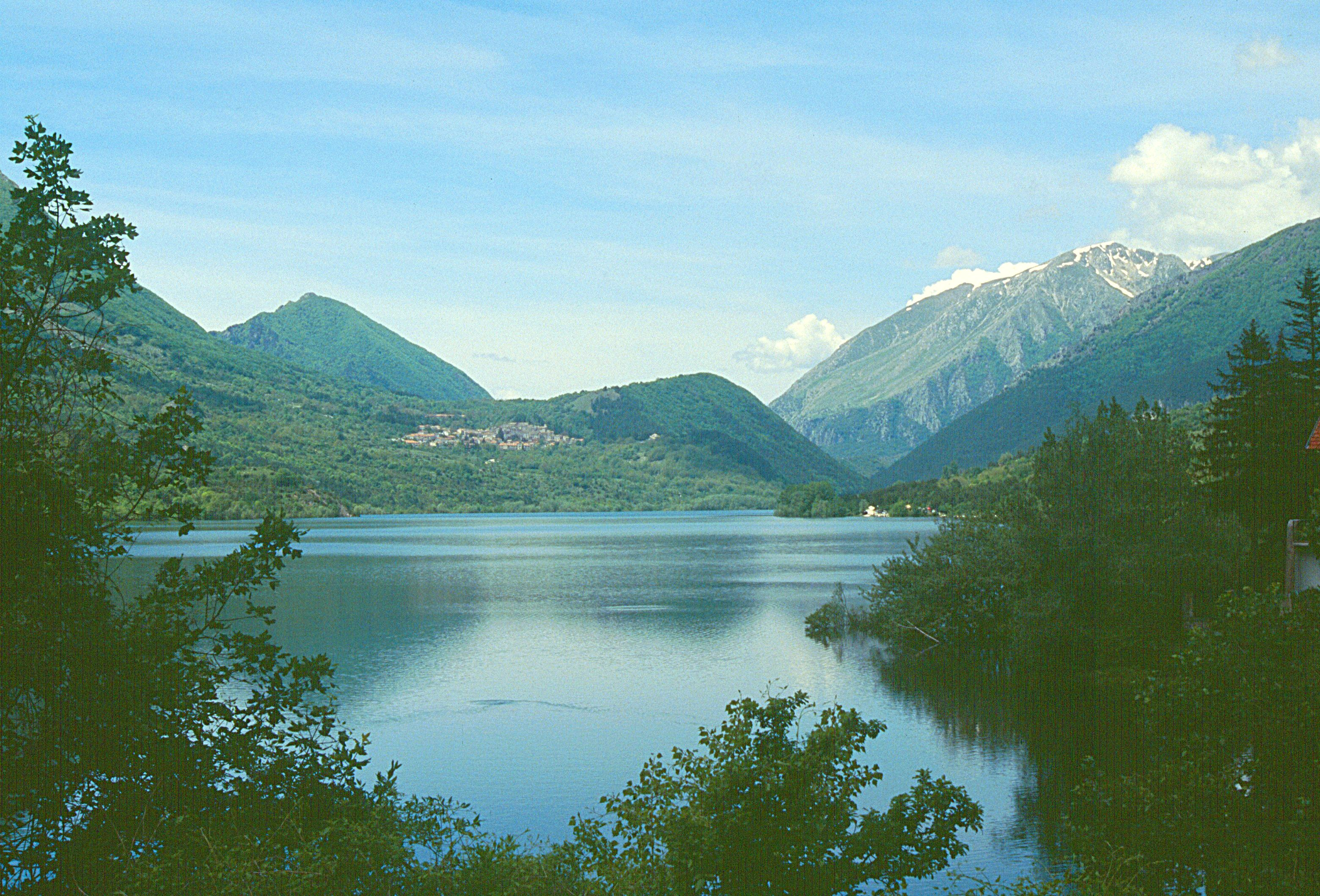
バッレーア湖。正面に見える集落がチヴィテッラ・アルフェデーナ。

### 位置・広がり

#### 隣接コムーネ
隣接するコムーネは以下の通り。括弧内のFRはフロジノーネ県（ラツィオ州）所属を示す。
- バッレーア
- オーピ
- スカンノ
- セッテフラーティ (FR)
- ヴィッレッタ・バッレーア

## 自然・環境
バッレーア湖は、ラムサール条約登録湿地である（バッレーア、イタリアのラムサール条約登録地一覧も参照）。

## 姉妹都市
- カナール・サン・ボーヴォ、イタリア